# Squatina albipunctata
Squatina albipunctata är en hajart som beskrevs av Last och White 2008. Squatina albipunctata ingår i släktet Squatina och familjen havsänglar. IUCN kategoriserar arten globalt som sårbar. Inga underarter finns listade i Catalogue of Life.